# Медіна Гюльгюн
Медіна Гюльгюн (азерб. Mədinə Gülgün), справжнє ім'я Медіна Нурулла кизи Алекперзаде — азербайджанська поетеса, заслужений діяч мистецтв Азербайджанської РСР (1987).

## Біографія
Медіна Алекперзаде народилася 17 січня 1926 року в Баку. В 1938 році разом з сім'єю переїхала до міста Ардебіль в Іранському Азербайджані. З 1947 року жила в еміграції, була активною учасницею руху за національну свободу і демократію Південного Азербайджану (1941—1946). З 1945 року була членом Демократичної партії Азербайджану. За освітою філолог. Почала друкуватися з 1945 року. У 1945 році вірші Медіни Гюльгюн були опубліковані в Тебрізі в газетах «На шляху до Батьківщини» і «Азербайджан».
Є авторкою віршів і поем на теми любові до Батьківщини, визвольній війні народів Ірану, в тому числі і народів Південного Азербайджану, серед яких книги «Весна Тебріза» (1950), «Дочка Тебріза» (1956), «Вірші» (1962), «Пісня моїх спогадів» (1969), «Завтрашній день нашого світу» (1974), «Мрія теж життя» (1976), «Вітрила моїх надій» (1981). Є авторкою слів пісні «Ти не прийшла» (музика Алекпера Тагієва).
Медіна Гюльгюн переклала азербайджанською мовою і ряд віршів. Твори Гюльгюн перекладалися російською та іншими мовами народів СРСР, а також іноземними мовами.
Нагороджена орденом «Знак Пошани».
У 1987 році Президія Верховної Ради Азербайджанської РСР присвоїв Медині Гюльгюн за заслуги в галузі літератури і культури почесне звання заслуженого діяча мистецтв Азербайджанської РСР.
Медіна Гюльгюн була одружена з відомим азербайджанським поетом з Іранського Азербайджану народним поетом Азербайджану Балашем Азерогли.
Медіна Гюльгюн померла 17 лютого 1992 року. У 2012 році її особисті речі, поряд з особистими речами чоловіка, були передані в Музей незалежності Азербайджану.